# Albert De Roocker
Albert Louis De Roocker (* 25. Januar 1904 in Dendermonde; † 8. März 1989 in Lebbeke) war ein belgischer Florettfechter.

## Erfolge
Albert De Roocker nahm an zwei Olympischen Spielen teil. Bei den Olympischen Spielen 1924 in Paris gewann er mit der belgischen Equipe, zu der neben ihm selbst Désiré Beaurain, Charles Crahay, Maurice Van Damme, Fernand de Montigny und Marcel Berré gehörten, hinter Frankreich die Silbermedaille. 1928 verpasste er in Amsterdam als Vierter mit der Mannschaft knapp einen weiteren Medaillengewinn. In der Einzelkonkurrenz gab er verletzungsbedingt während der Halbfinalrunde auf.